# Rostlinné mléko

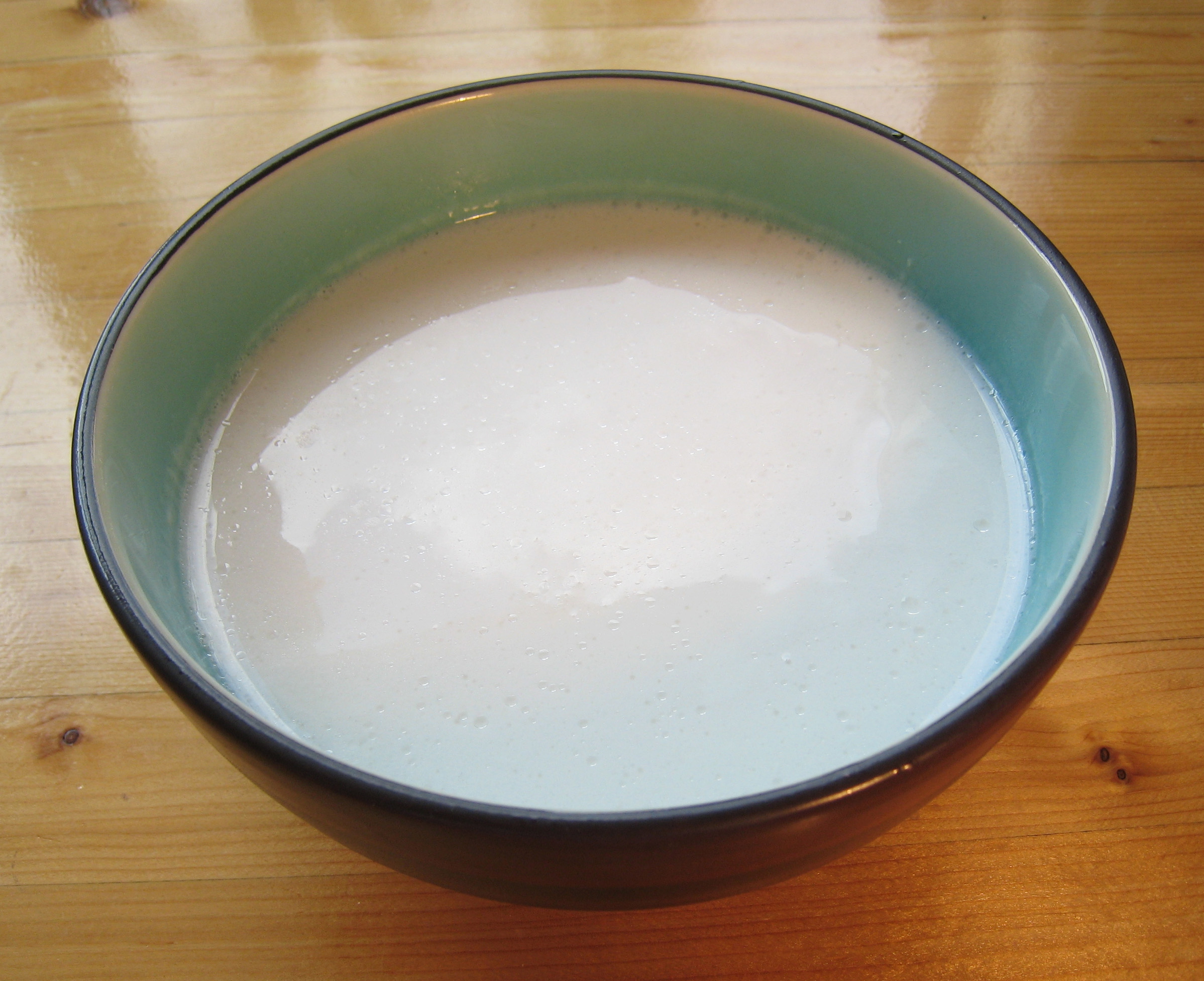
Kokosové mléko

Rostlinné mléko je kategorie nemléčných nápojů vyrobených z rostlinného extraktu na vodní bázi. Tento extrakt slouží k dochucení vody a dodává jí aroma. Ořechová mléka jsou podkategorií vyrobenou z ořechů, zatímco jiná rostlinná mléka mohou být vyrobena z obilovin, pseudoobilovin, luštěnin, semen nebo endospermu. Rostlinná mléka se konzumují jako alternativa k živočišnému mléku a poskytují podobné vlastnosti. Mnohá jsou doslazovaná nebo jinak ochucená (např. vanilkou).
V roce 2021 existovalo přibližně 17 různých druhů komerčně vyráběných rostlinných mlék, z nichž mandlové, ovesné, sójové, kokosové a hrachové jsou celosvětově nejprodávanější. Produkce rostlinných mlék, zejména sójového, ovesného a hrachového, může nabídnout oproti živočišným mlékům environmentální výhody, pokud jde o emise skleníkových plynů, potřebu půdy a spotřebu vody.
Rostlinné nápoje se konzumují po staletí a termín "rostlinné šťávy podobné mléku" se používá od 13. století. V 21. století jsou tyto nápoje také běžně označované jako rostlinné mléko, alternativa k mléku nebo veganské mléko. V obchodě jsou rostlinné nápoje obvykle baleny v nádobách podobných těm, které se používají pro živočišné mléko. Legislativa Evropské unie však tyto nápoje neumožňuje označit slovem mléko.
V různých kulturách se rostlinné mléko používalo jako nápoj i jako dochucovadlo sladkých i slaných pokrmů (například kokosové mléko se používá do kari). Tyto nápoje jsou kompatibilní s vegetariánským i veganským životním stylem. Rostlinná mléka se také používají k výrobě alternativ zmrzliny, rostlinné smetany, veganských sýrů a jogurtů, jako je například sójový jogurt. Odhaduje se, že globální trh s rostlinným mlékem dosáhne do roku 2030 hodnoty 62 miliard amerických dolarů.

## Historie

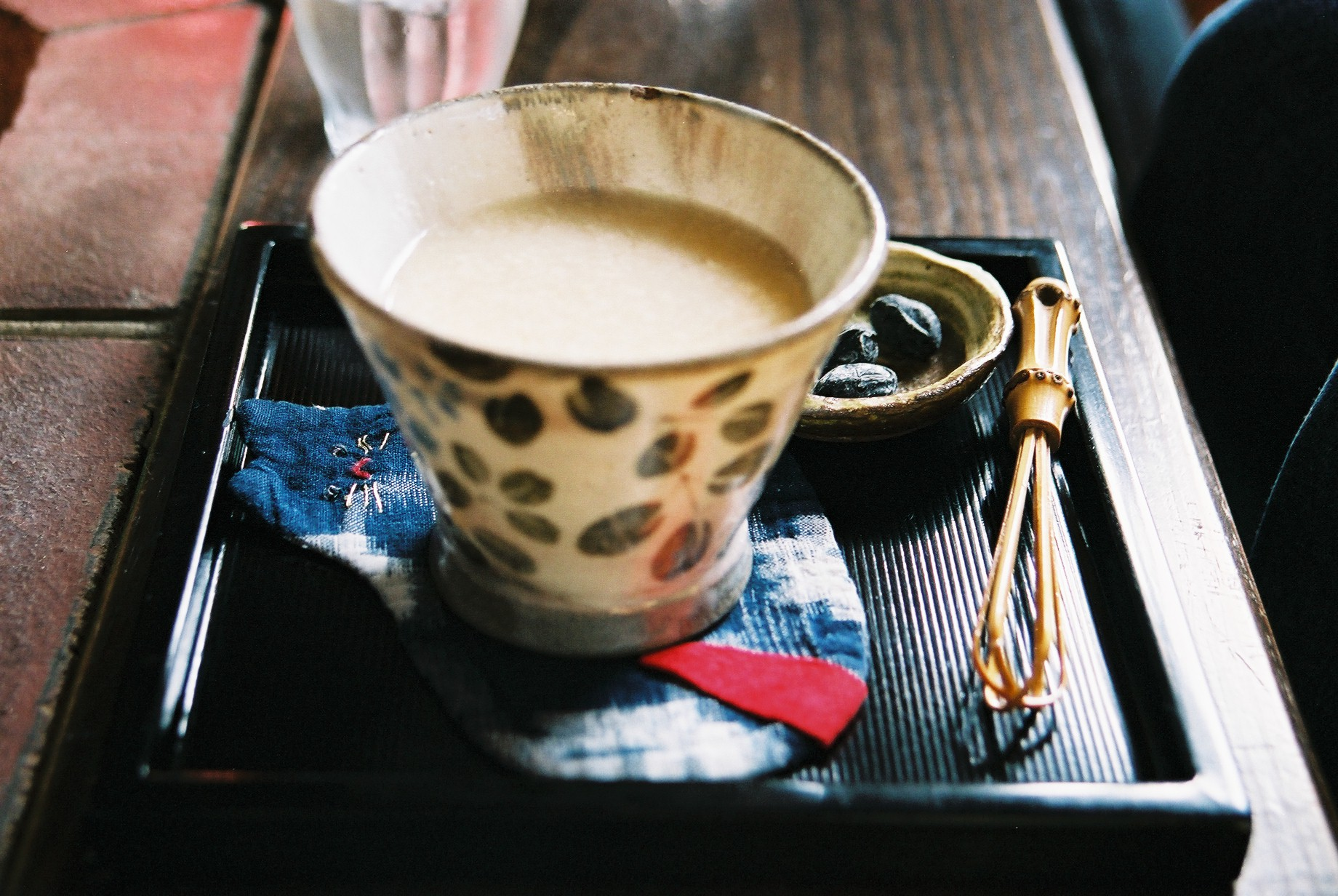
Amazake, japonské rýžové mléko

Před komerční výrobou nápojů z luštěnin, fazolí a ořechů, existovaly po staletí rostlinné nápoje připomínající mléko. Již příslušníci konfederace Wanabaki a další domorodí obyvatelé severovýchodu Spojených států amerických vyráběly mléko a kojeneckou výživu z ořechů.
V angličtině se slovo milk používá k označení "mlékovitých rostlinných šťáv" již od roku 1200.
Ve středověku se po celé Evropě a také v některých částech Blízkého východu rozšířilo mandlové mléko. Recepty na mandlové mléko na Blízkém východě sahají minimálně do 13. století, jak je zmíněno v knize Kitáb at-tabích (Kniha o vaření) od Muhammada ibn Hasana al-Baghdádí z roku 1226. Obzvláště oblíbené bylo během postní doby. Sójové mléko se používalo v Číně od 14. století. Ve středověké Anglii se mandlové mléko používalo v pokrmech, jako je ris alkere (druh rýžového pudinku) a objevuje se ve sbírce receptů The Forme of Cury. Kokosové mléko (a kokosová smetana) jsou tradiční ingredience mnoha kuchyní, například v oblasti jižní a jihovýchodní Asie, a často se používá jako ingredience do kari.
Rostlinná mléka mohou být v západních zemích považována za náhražky mléka, ale tradičně se konzumují i v jiných částech světa, zejména v těch, kde je vyšší míra intolerance laktózy.

## Druhy rostlinného mléka

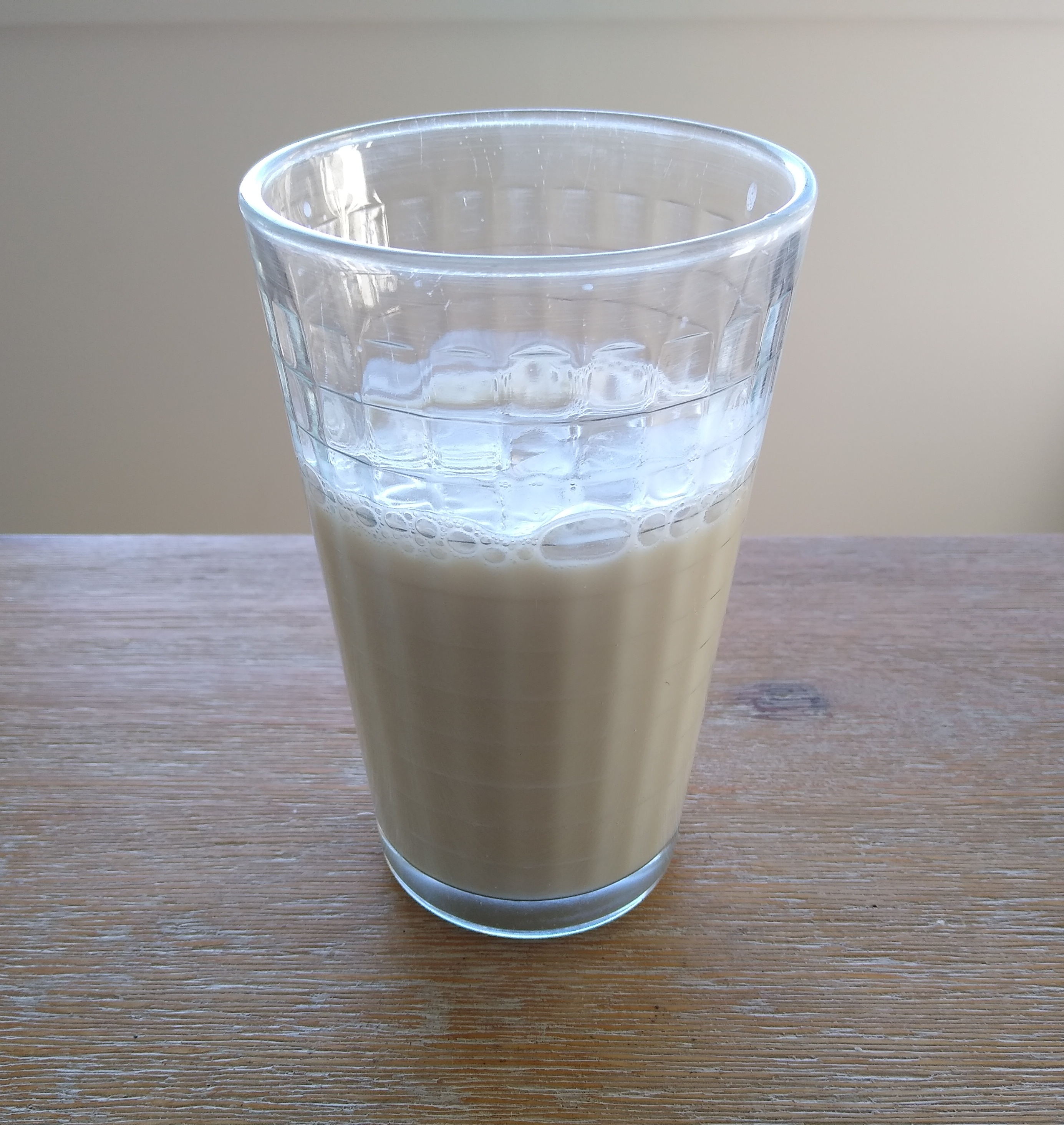
Mléko z makadamových ořechů

Mezi běžná rostlinná mléka patří mandlové mléko, kokosové mléko, rýžové mléko a sójové mléko. Mezi další rostlinná mléka řadíme konopné mléko, ovesné mléko, hrachové mléko a arašídové mléko.
Rostlinná mléka lze vyrábět z:
- obilovin: ječmen, fonio, kukuřice, proso, oves, rýže, žito, čirok, teff, tritikále, špalda, pšenice
- pseudoobilovin: amarant, pohanka, quinoa
- luštěnin: lupina, hrách, arašídy, sója, cizrna
- ořechů: mandle, para ořechy, kešu, lískové ořechy, makadamové ořechy, pekanové ořechy, pistácie, vlašské ořechy
- semena: chia semínka, lněná semínka, konopná semínka, dýňová semínka, sezamová semínka, slunečnicová semínka
- další: kokos (plod), banán (plod), brambor (hlíza), tygří ořech (hlíza)

Směs je rostlinný nápoj vytvořený smícháním dvou a více druhů rostlinných mlék. Může se jednat například o mandlovo-kokosové mléko a kešu-mandlové mléko.
Mezi další tradiční receptury na rostlinná mléka patří:
- Kunu, nigerijský nápoj vyrobený z naklíčeného prosa, čiroku nebo kukuřice
- Sikhye, tradiční sladký korejský rýžový nápoj
- Amazake, japonské rýžové mléko

## Výroba
Ve výrobě rostlinných mlék existují rozdíly v závislosti na rostlinné surovině. Vždy však zahrnuje několik kroků. Může se jednat o čištění, namáčení, loupání bobů, mletí výchozího materiálu za účelem výroby kaše, prášku nebo emulze, zahřívání zpracovaného rostlinného materiálu za účelem denaturace lipoxidázových enzymů, aby se minimalizoval jejich vliv na chuť, odstranění sedimentovatelných pevných látek filtrací, přidání vody, cukru (nebo jeho náhražek) a dalších přísad pro zlepšení chuti, aroma a obsahu mikroživin, pasterizace předběžné tekutiny, homogenizace tekutiny za účelem rozložení tukových globulí a částic pro hladký pocit v ústech, balení, označování a skladování.
Skutečný obsah původního rostlinného zdroje v komerčně vyráběných rostlinných nápojích může být pouze okolo 2 %. Mezi další složky běžně přidávané do rostlinných mlék během jejich výroby patří guarová guma, xanthan nebo slunečnicový lecitin, jenž dodávají nápoji texturu a pocit v ústech. Přidávají se i vybrané mikroživiny (jako je vápník, vitamíny skupiny B a vitamín D), sůl a přírodní nebo umělé přísady (jako jsou aromata zvýrazňující chuť použité rostliny).
Výroba náhražek mléčných výrobků na bázi mandlí byla kritizována pro jejich environmentální zátěž. K pěstování mandloní je potřeba vysoké množství vody. Jedna sklenice mandlového mléka vyžaduje ke své výrobě zhruba 74 litrů vody. Emise skleníkových plynů, potřeba půdy a spotřeba vody během výroby jednotlivých druhů rostlinných mlék se liší. Produkce například sójových či ovesných nápojů je z hlediska udržitelnosti výhodnější oproti produkci živočišných mlék.

## Srovnání výživových hodnot
Mnoho rostlinných mlék má za cíl obsahovat stejné bílkoviny, vitamíny a lipidy jako živočišná mléka. Obecně platí, vzhledem k tomu, že rostlinná mléka vyráběná za použití zpracovaných extraktů z výchozí rostliny, mají tato mléka nižší hustotu živin než živočišné mléko a během výroby se obohacují o přesné množství mikroživin, obvykle vápníku, vitamínů A a D. Živočišná mléka jsou také běžně obohacována a mnoho zemí má zákony nařizující obohacování mléčných výrobků určitými živinami, obvykle vitamíny A a D.
| Nutriční hodnota v 250 ml | Mateřské mléko | Kravské mléko plnotučné | Sójové mléko neslazené | Mandlové mléko neslazené | Ovesné mléko neslazené |
| ------------------------- | -------------- | ----------------------- | ---------------------- | ------------------------ | ---------------------- |
| Energie, kJ (kcal)        | 720 (172)      | 620 (149)               | 330 (80)               | 160 (39)                 | 500 (120)              |
| Bílkoviny (g)             | 2,5            | 7,69                    | 6,95                   | 1,55                     | 3                      |
| Tuky (g)                  | 10,8           | 7,93                    | 3,91                   | 2,88                     | 5                      |
| Nasycené tuky (g)         | 4,9            | 4,55                    | 0,5                    | 0,21                     | 0,5                    |
| Sacharidy (g)             | 17,0           | 11,71                   | 4,23                   | 1,52                     | 16                     |
| Vláknina (g)              | 0              | 0                       | 1,2                    | 0                        | 2                      |
| Cukry (g)                 | 17,0           | 12,32                   | 1                      | 0                        | 7                      |
| Vápník (mg)               | 79             | 276                     | 301                    | 516                      | 350                    |
| Draslík (mg)              | 125            | 322                     | 292                    | 176                      | 389                    |
| Sodík (mg)                | 42             | 105                     | 90                     | 186                      | 101                    |
| Vitamín B12 (mcg)         | 0,1            | 1,10                    | 2,70                   | 0                        | 1,2                    |
| Vitamin A (IU)            | 522            | 395                     | 503                    | 372                      | -                      |
| Vitamín D (IU)            | 9,8            | 124                     | 119                    | 110                      | -                      |
| Cholesterol (mg)          | 34,4           | 24                      | 0                      | 0                        | 0                      |

## Balení a komerční obchod

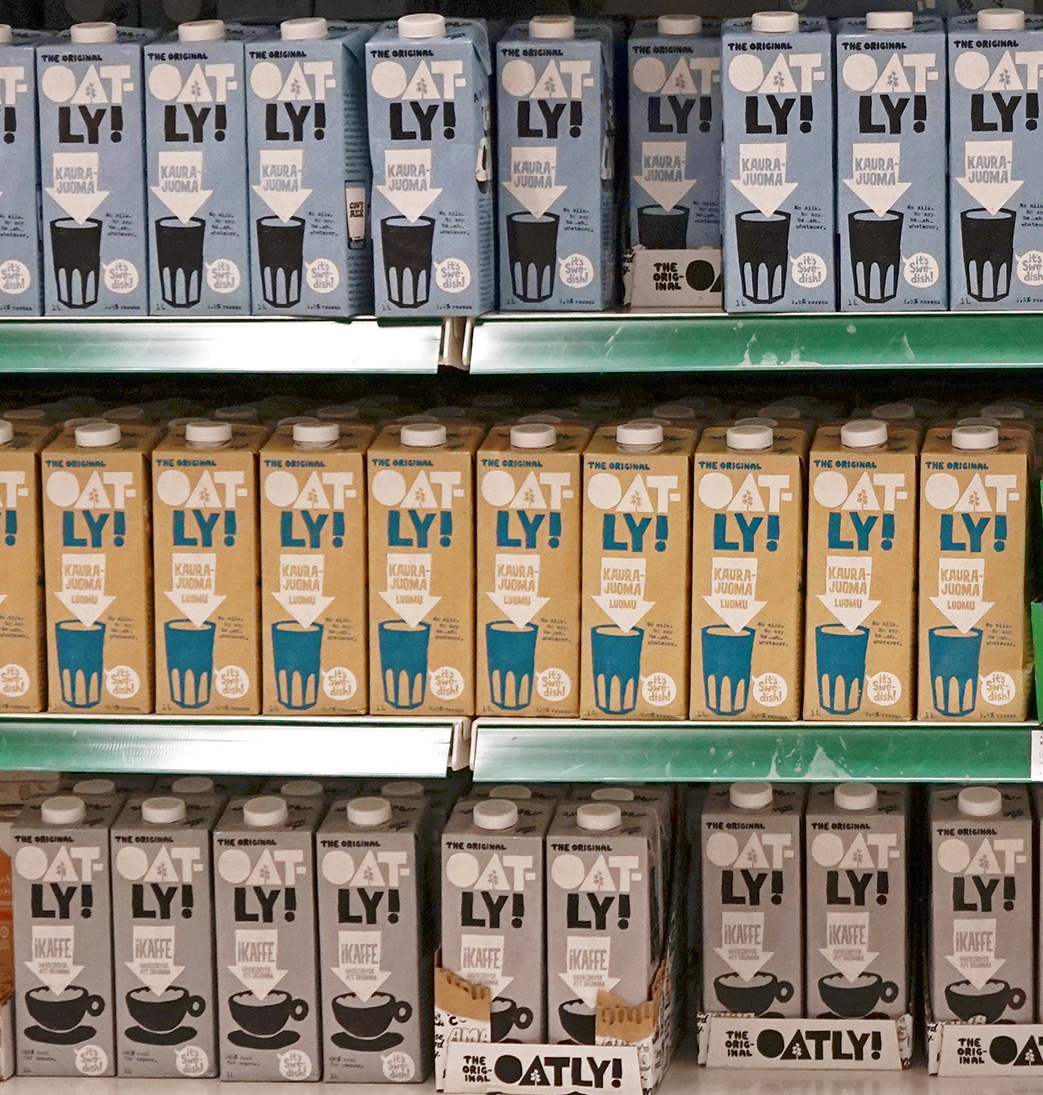
Nabídka ovesných nápojů značky Oatly ve švédském obchodě

Rostlinná mléka se objevila jako alternativa k mléčným výrokům v reakci na rostoucí požadavky spotřebitelů a jejich měnící se postoje k humánnosti chovu hospodářských zvířat a k jejich ohledu na životní prostředí. Huffington Post uvedl, že z důvodů zdraví a životního prostředí, stejně jako kvůli měnícím se spotřebitelským preferencím, si stále více lidí pravidelně kupuje nemléčné alternativy mléka. Mezi lety 1974 a 2020 se spotřeba mléka u osob ve věku 16 až 24 let ve Spojeném království snížila z 94 % na 73 %. V Austrálii se důvěra v mlékárenský průmysl snížila, přičemž pouze 53 % respondentů je optimistických ohledně budoucí ziskovosti a poptávky po mléčných výrobcích, jak uvádí zpráva v Dairy Australia.
Pro zlepšení konkurenceschopnosti se rostlinná mléka obvykle balí do nádob podobných těm, které se běžně používají u mléčných výrobků. Článek ve vědeckém časopisu tvrdil, že společnosti vyrábějící rostlinná mléka vysílají zprávu, že rostlinná mléka jsou "dobrá a zdravá" a živočišné mléko je "špatné pro životní prostředí". Článek také uváděl, že stále více mladých lidí spojuje mléčné výrobky s poškozováním životního prostředí. Existují rostoucí obavy, že produkce mléčných výrobků má nepříznivé dopady na biodiverzitu, vodu a využívání půdy. Tyto negativní vazby mezi mléčnými výroky a životním prostředím byly také komunikovány prostřednictvím audiovizuálních materiálů namířených proti produkci mléčných výrobků, jako například Cowspiracy a What the Health. Obavy o dobré životní podmínky zvířat také přispěly ke klesající popularitě mléčných výrobků v mnoha západních zemích. Reklama na rostlinná mléka může také srovnávat intenzivní zemědělství související s produkcí mléčných výrobků s relativně snadnou sklizní rostlinných zdrojů, jako je oves, rýže nebo sója. V roce 2021 byla během Super Bowlu vysílána reklama na značku ovesného mléka Oatly.
Ve Spojených státech prodej rostlinného mléka v období 2012 až 2018 stabilně rostl o 61 %. V roce 2019 dosahoval průmysl výroby rostlinného mléka v USA hodnoty 1,8 miliardy dolarů ročně. V roce 2018 se hodnota mléčných alternativ po celém světě odhadovala na 8 miliard dolarů. Mezi rostlinnými mléky byly v roce 2018 v USA lídry v této kategorii mandlové mléko (64% podíl na trhu), sójové mléko (13% podíl na trhu) a kokosové mléko (12% podíl na trhu). Prodej ovesného mléka se v Kanadě v roce 2019 zvýšil o 250 % a jeho rostoucí spotřeba v USA a ve Spojeném království vedla k jeho nedostatku na trhu v důsledku bezprecedentní poptávky. Starbucks v roce 2020 přidal do své nabídky v USA a ve Spojeném království nápoje z ovesného, kokosové a mandlového mléka. Během roku 2020 se prodej ovesného mléka ve Spojených státech zvýšil na 213 milionů dolarů, čímž se stalo druhým nejkonzumovanějším rostlinným mlékem po mandlovém mléku.
Hlavním důvodem rostoucí popularity rostlinného mléka z hlediska stravy je intolerance laktózy. Například nejčastější potravinou způsobující intoleranci v Austrálii je laktóza, která postihuje 4,5 % populace. V USA trpí intolerancí laktózy přibližně 40 milionů lidí.

## Označování rostlinných mlék a terminologie
Historicky se řada rostlinných nápojů tradičně označovala jako milk (mléko). Jeden z prvních spolehlivých moderních anglických slovníků, A Dictionary of the English Language od Samuela Johnsona z roku 1755 poskytuje dvě definice slova milk. První definice popisuje tekutinu, kterým zvířata krmí svá mláďata z prsu, druhá definice hovoří o "emulzi vytvořené rozdrcením semen", přičemž jako příklad použil mandlové mléko.
Na konci 20. a počátku 21. století se používání termínu mléko pro rostlinné nápoje stalo kontroverzním. S rostoucí poptávkou po rostlinném mléku se výrobci a distributoři mléčných výrobků zasazovali o legální omezení tohoto termínu pouze na živočišné produkty. Argumentovali tím, že spotřebitelé by si tyto dva pojmy mohli zaměnit nebo by mohli být uvedeni v omyl ohledně nutričního obsahu rostlinných alternativ.
Mnoho jurisdikcí přísně reguluje používání termínu mléko při označování potravin. Některé země jeho používání pro nemléčné výrobky zcela zakázaly, zatímco jiné nařizují, aby se termín mléko používal pouze s přívlastky (například ovesné mléko) u nemléčných alternativ. Tam, kde je používání termínu mléko omezeno, mohou být rostlinná mléka označována termíny odrážejícími jejich složení, například ovesný nápoj, nebo absenci složek, například "bez mléčných výrobků".

### Kanada
Canadian Food Inspection Agency (Kanadská agentura pro kontrolu potravin) omezuje používání slova milk pouze na "normální laktační sekreci, bez mleziva, získanou z mléčné žlázy zvířete".

### Evropa
V prosinci 2023 nařízení Evropské unie stanovilo, že výrazy mléko, máslo, sýr, smetana a jogurt lze používat k marketingu a reklamě produktů získaných výhradně ze zvířecího mléka, s malým počtem výjimek, včetně kokosového mléka, arašídového másla a zmrzliny. V roce 2017 požádal Landgericht Trier (Zemský soud v Trevíru) Soudní dvůr Evropské unie o objasnění evropského práva týkajícího se označování potravin, přičemž soud uvedl, že rostlinné produkty nemohou být v Evropské unii uváděny na trh jako mléko, smetana, máslo, sýr nebo jogurt, protože tyto názvy jsou vyhrazeny pro živočišné produkty. Ačkoli rostlinné alternativy mléčných výrobků nesmí být nazývány mléko, sýr a podobně, mohou být popisovány jako máslové nebo krémové. Existují však výjimky pro každý z jazyků Evropské unie, založené na zavedeném používání termínů pro živočišnou výrobu pro neživočišné produkty. Rozsah seznamu se značně liší, například v polštině existuje pouze jedna výjimka, v angličtině je dvacet výjimek.
Návrh na další omezení v květnu 2021 neprošel druhým čtením v Evropském parlamentu. Návrh s názvem Pozměňovací návrh 171 by zakázal označení zahrnující jogurtový styl a sýrovou alternativu.
Ve Spojeném království se prostřednictvím parlamentních zákonů uplatňují přísné standardy pro označování potravin pro termíny jako milk, cheese, cream, yogurt, které jsou chráněny pro popis mléčných výrobků a nesmí být používány k popisu nemléčných výrobků. Tato pravidla pocházejí z doby členství Spojeného království v Evropské unii a nadále jsou v platnosti. Naproti tomu od září 2023 se nařízení EU č. 1169/2011 vztahuje přímo na Severní Irsko.

### Indie
Food Safety and Standards Authority of India stanovuje, že výrobky musí být označeny slovy nemléčný výrobek, pokud se jedná o "rostlinný nápoj", a nesmí být označeny žádným mléčným výrazem. Použití slova mléko je omezeno na živočišné produkty. Regulátor učinil výjimky v případech, kdy se mezinárodně, jako v případě kokosového mléka či arašídového másla, mléčné výrazy již tradičně používaly.

### Spojené státy
Ve Spojených státech požádal mlékárenský průmysl Úřad pro kontrolu potravin a léčiv (FDA) o zákaz používání výrazů jako milk, cheese, cream a butter u rostlinných alternativ (s výjimkou arašídového másla). Komisař FDA Scott Gottlieb 17. července 2018 prohlásil, že termín milk se při označování nemléčných nápojů, jako je sójové mléko, ovesné mléko a mandlové mléko, používá nepřesně. V roce 2019 požádala americká Národní federace producentů mléka FDA o omezení označování rostlinných mlék s tvrzením, že by měla být označována jako "imitace". V reakci na to Asociace pro rostlinné potraviny uvedla, že slovo "imitace" je hanlivé, a že neexistují žádné důkazy o tom, že by spotřebitelé byli ohledně rostlinného mléka uváděni v omyl nebo mateni. Průzkum International Food Information Council z roku 2018 zjistil, že spotřebitelé v USA si rostlinné analogy obvykle nepletou s živočišným mlékem nebo mléčnými výrobky.

## Zdravotní doporučení
Zdravotnické orgány doporučují, aby se rostlinná mléka nepodávala kojencům mladším 12 měsíců, pokud se nejedná o komerčně připravenou kojeneckou výživu, například sójovou kojeneckou výživu. Klinické studie z roku 2020 uvádí, že jako alternativa k lidskému mléku by se měla používat pouze vhodná komerční kojenecká výživa, která obsahuje v prvním roce života značný zdroj vápníku, vitamínu D a bílkovin, a že rostlinná mléka "nepředstavují ekvivalentní zdroj těchto živin".
Průvodce Healthy Drinks, Healthy Kids z roku 2023 uvádí, že kojenci mladší 12 měsíců by neměli pít rostlinná mléka. Navrhují, aby děti ve věku 12 až 24 měsíců konzumovaly obohacené sójové mléko, ale ne jiná nemléčná mléka, jako je mandlové, ovesné a rýžové, která mají nedostatek klíčových živin. Přehled z roku 2022 naznačuje, že nejlepší volbou pro batolata (1 až 3 roky), která nekonzumují kravské mléko, by bylo alespoň 250 ml obohaceného sójového mléka denně.
Pro veganské kojence mladší 12 měsíců, kteří nejsou kojeni, doporučuje novozélandské ministerstvo zdravotnictví sójovou kojeneckou výživu a nedoporučuje používat rostlinná mléka. Konsenzuální prohlášení Akademie výživy a dietetiky, Americké akademie dětské stomatologie, Americké akademie pediatrie a Americké kardiologické asociace z roku 2019 dospělo k závěru, že rostlinná mléka se nedoporučují pro kojence mladší 12 měsíců. V případě dětí ve věku 1 až 5 let mohou být rostlinná mléka užitečná, pokud děti trpí alergiemi nebo intolerancí kravského mléka, ale měla by být konzumována pouze po konzultaci s odborným zdravotnických pracovníkem.